# Microryctes apicalis
Microryctes apicalis är en skalbaggsart som beskrevs av Gilbert John Arrow 1908. Microryctes apicalis ingår i släktet Microryctes och familjen Dynastidae. Inga underarter finns listade i Catalogue of Life.